# Stychejkowate
Stychejkowate (Stichaeidae) – rodzina morskich ryb okoniokształtnych (Perciformes).

## Występowanie
Głównie północny Pacyfik oraz północny Atlantyk.

## Klasyfikacja
Rodzaje zaliczane do tej rodziny są zgrupowane w podrodzinach Chirolophinae, Lumpeninae (taśmiakowate), Opisthocentrinae, Stichaeinae i Xiphisterinae:
Acantholumpenus — Alectrias — Alectridium — Anisarchus — Anoplarchus — Askoldia — Bryozoichthys — Cebidichthys — Chirolophis — Dictyosoma — Ernogrammus — Esselenichthys — Eumesogrammus — Gymnoclinus — Kasatkia — Leptoclinus — Leptostichaeus — Lumpenella — Lumpenopsis — Lumpenus — Neolumpenus — Opisthocentrus — Pholidapus — Phytichthys — Plagiogrammus — Plectobranchus — Poroclinus — Pseudalectrias — Soldatovia — Stichaeopsis — Stichaeus — Ulvaria — Xenolumpenus - Xiphister